# San Juan Mazatlán
San Juan Mazatlán è un comune del Messico, situato nello stato di Oaxaca.